# Niklas Westring
Niklas Westring, född 13 november 1797 i Göteborg, död där 28 januari 1882, var en svensk zoolog.
Westring anställdes 1816 vid Göteborgs tullkammare och var 1834-1858 tullförvaltare. Han ägnade sig företrädesvis åt studiet av spindlar och insekter. Han är huvudsakligen känt för sitt arbete Araneæ suecicæ descriptæ (1862), där han beskriver 308 svenska spindelarter, bland vilka sammanräknat endast 124 var förut kända av hans föregångare Linné, De Geer och Sundevall. Westring utgav 1858 Anvisning att ändamålsenligt insamla och conservera arachnider, förnämligast med afseende på spindlarne. Westring var även en av grundläggarna och de verksammaste befordrarna av Göteborgs museum, av vars styrelse han var medlem 1840-1874. Han var ledamot av Kungliga Vetenskaps- och Vitterhetssamhället i Göteborg (1843), Kungliga Vetenskapsakademien (1863) och flera utländska entomologiska föreningar.